# Kira Trusowa
Kira Władimirowna Trusowa (ros. Кира Владимировна Трусова; ur. 28 czerwca 1994 r. w Togliatti) – rosyjska piłkarka ręczna, reprezentantka kraju, zawodniczka Astrachanoczki, występująca na pozycji bramkarki.

## Sukcesy reprezentacyjne
- Mistrzostwa Europy:
  -  2018
- Mistrzostwa świata U-20:
  -  2014
- Mistrzostwa Europy U-19:
  -  2013
- Mistrzostwa świata U-18:
  -  2012

## Sukcesy klubowe
- Puchar EHF:
  - Półfinał: 2013-2014 (HC Astrachanoczka)
- Mistrzostwa Rosji:
  -  2015-2016 (HC Astrachanoczka)
  -  2014-2015, 2017-2018 (HC Astrachanoczka)
- Puchar Rosji:
  -  2015-2016 (HC Astrachanoczka)
  -  2016-2017, 2017-2018 (HC Astrachanoczka)
- Superpuchar Rosji:
  -  2016 (HC Astrachanoczka)